# Inflacja pełzająca
Inflacja pełzająca – nieznaczny wzrost przeciętnego poziomu cen w gospodarce, nieprzekraczający 5% rocznie.
Jest to zjawisko normalne w gospodarce, niewywołujące poważniejszych trudności ani negatywnych skutków ekonomicznych – poziom cen podnosi się w stosunkowo wolnym tempie, co nie jest groźne dla stabilności gospodarki. Przy inflacji pełzającej nie ma zazwyczaj większego problemu z ochroną wartości pieniądza – oferowane oprocentowanie nawet bezpiecznych produktów finansowych (lokaty, obligacje) pozwala utrzymać siłę nabywczą zgromadzonych oszczędności.